# Lithophyllum polycarpum
Lithophyllum  polycarpum Zanardini  é o nome botânico  de uma espécie de algas vermelhas pluricelulares do gênero Lithophyllum, família Corallinaceae.
- São algas marinhas encontradas na costa da Itália.

## Sinonímia
- Não apresenta sinônimos.